# Гевенешть (Олт)
Гевенешть, Гевенешті (рум. Găvănești) — село у повіті Олт в Румунії. Входить до складу комуни Гевенешть.
Село розташоване на відстані 165 км на захід від Бухареста, 27 км на захід від Слатіни, 18 км на північний схід від Крайови.

## Населення
За даними перепису населення 2002 року у селі проживала 831 особа, усі — румуни. Усі жителі села рідною мовою назвали румунську.